# アルヌルフ (バイエルン公)

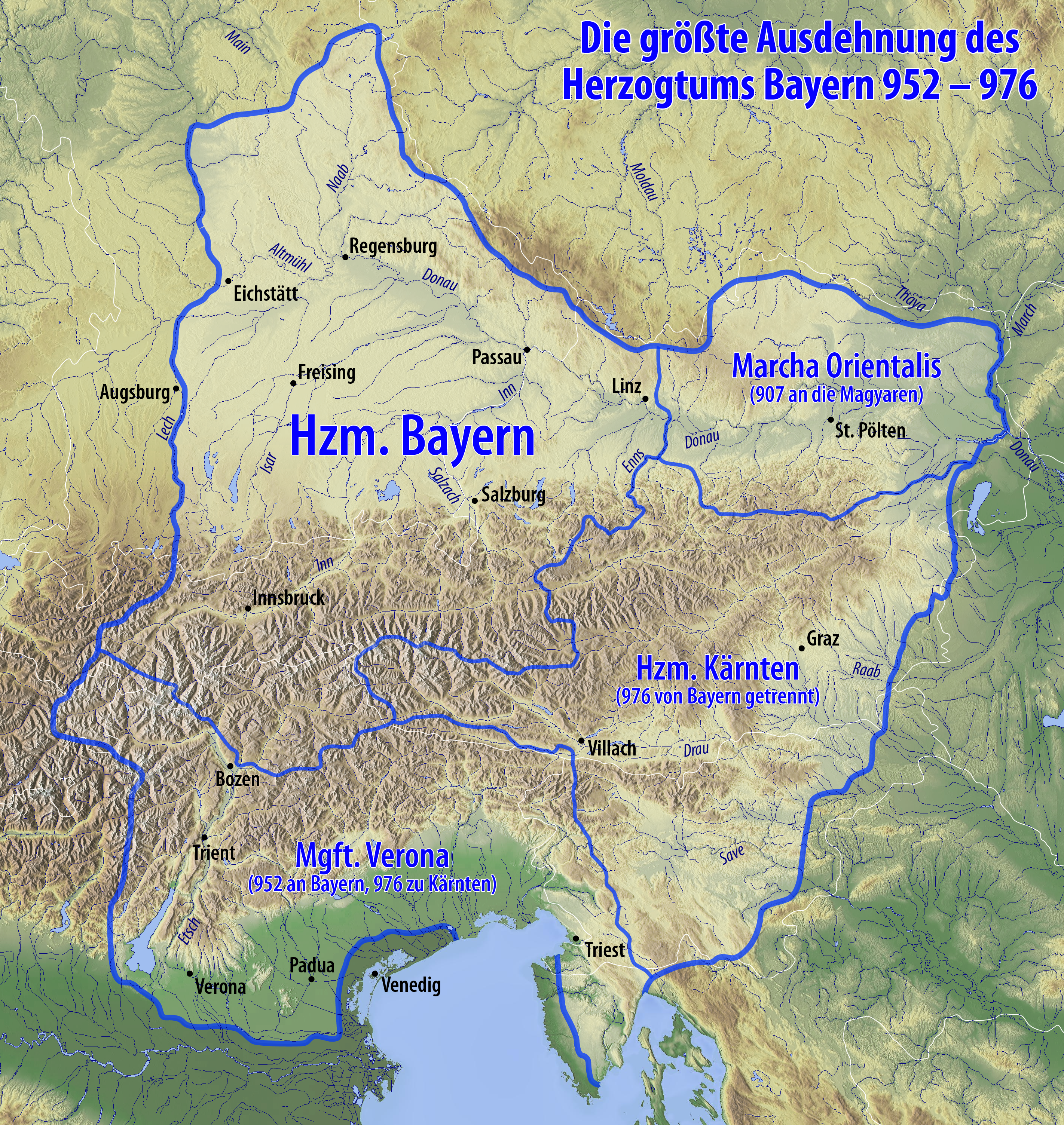
10世紀のバイエルン公領

バイエルン公アルヌルフ（Arnulf I. von Bayern, ? - 937年7月14日）は、ルイトポルト家出身のバイエルン公（在位：907年 - 937年）である。悪公（der Böseまたはder Schlimme）と呼ばれる。ドイツ対立王（在位：919年 - 921年）となったともいわれる。

## 生涯

### 出自
アルヌルフの生年は不詳であるが、「アルヌルフ」の名がカロリング家の東フランク王アルヌルフからつけられたとすると、その治世の間（887年 - 899年）であると考えられる。アルヌルフはバイエルン辺境伯ルイトポルトと妻クニグンデとの間の息子である。母クニグンデはアハロルフ家のシュヴァーベン宮中伯ベルヒトルト1世の娘で、兄弟のエルハンガーは915年にシュヴァーベン公となった。
東フランク王ルートヴィヒ4世の弱体化した治世下で、父ルイトポルトはかつてヴィルヘルム家のものであったバイエルン辺境伯領を引き継ぎ、同地で確固たる地位を築いていった。さらに、ノルトガウ辺境伯領に隣接した、レーゲンスブルクを含むドナウ川沿いの地域まで支配領域を広げていった。

### バイエルン公
907年、アルヌルフの父ルイトポルトの軍はハンガリー大公アールパードの軍に大敗北を喫し、ルイトポルトはプレスブルク（ブラチスラヴァ）の戦いにおいて他の多くのバイエルン貴族とともに戦死した。父の死後、アルヌルフはバイエルン領を継承し、レーゲンスブルク周辺の領土の支配者として「バイエルン公」となった。活動的で好戦的なアルヌルフは在地貴族からの支持を集めたが、ハンガリー軍の襲撃を頻繁に受けた。このハンガリー軍の襲撃は東フランクのバイエルン、ザクセン、およびチューリンゲンの地を荒廃させた。
頻繁なハンガリー軍の襲撃に悩まされ、防衛の再編成のための資金を得るため、アルヌルフは教会領の没収や多くの修道院領を教会から切り離すことで権力を強め、それにより中世の年代記で「悪公」と呼ばれることとなった。アルヌルフは数回の戦いでハンガリーの侵略を撃退し、913年には伯父シュヴァーベン公の助けにより決定的にハンガリー軍を打ち破った。アルヌルフはバイエルン部族大公領を再建し、最終的にハンガリー大公との間で停戦を交渉した。ハンガリー軍はそれ以降他のドイツの公国領へ侵攻する際にバイエルンを通過するようになった。

### 統治
アルヌルフは東フランク王からの独立をおしすすめた。911年のコンラート1世の国王選挙には参加したが、伯父シュヴァーベン公エルハンガーの支援を受けコンラートとは対立し、後にコンラートの後継者ハインリヒ1世とも王位を争うこととなる。国王コンラートとの対立は、913年にアルヌルフの母クニグンデがコンラートと結婚することで一時的に沈静化した。
916年、コンラートの軍がバイエルンに侵攻し、レーゲンスブルクを攻撃、略奪した。この攻撃によりアルヌルフはかつての敵ハンガリーへと逃亡した。9月、コンラートはホーエンアルトハイムで教会評議会を召集、バイエルンの司教も参加した。11月1日に、バイエルンの司教は破門を理由にアルヌルフとその弟ベルトルトをレーゲンスブルクに招集した。アルヌルフらはこの招集に応じず、会議も開かれなかったと思われる。結果として、アルヌルフらはハンガリーにとどまったままであった。917年1月、この状況に腹を立てていたコンラートは義兄弟にあたるシュヴァーベン公エルハンガーとベルトルトの処刑を命じ、これによりアルヌルフは二の足を踏むことになった。
919年、コンラート1世は死去したため、アルヌルフはバイエルンに帰国し国王軍を駆逐した。コンラート1世には継嗣がなかったため、コンラートにとって義子にあたるアルヌルフは王位を手に入れる機会を再び得た。『ザルツブルク年代記』によると、920年にバイエルン貴族はアルヌルフに服従しアルヌルフをドイツ王に推戴した（Baiuarii sponte se reddiderunt Arnolfo duci et regnare ei fecerunt in regno teutonicorum）という。ハインリヒ1世が919年に即位したことで、継承戦争が起こると思われた。しかし実際にはバイエルン貴族と他の東フランク貴族がアルヌルフをハインリヒの対立王に実際に選んでいたとしても、アルヌルフが正式に王位につくことはなかった。
いずれにせよ、アルヌルフの「治世」は短命に終わった。ハインリヒ1世は921年に2回の遠征を行いアルヌルフに勝利した。アルヌルフはレーゲンスブルクでハインリヒに包囲された時、ハインリヒと和平交渉を行い、ハインリヒの王位を認めた。ハインリヒは、アルヌルフが王位継承要求を放棄する代わりに、聖職叙任権などの権利を含むバイエルンの自治権をアルヌルフに認めた。

### 晩年

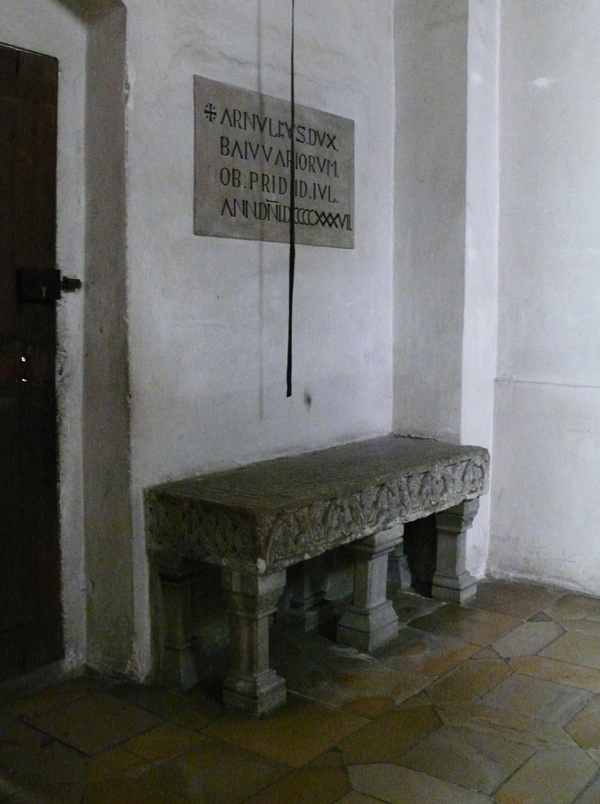
ザンクト・エメラム修道院にある墓石

928年、アルヌルフはボヘミア公ヴァーツラフ1世に対するドイツ王ハインリヒ1世の軍に従った。934年、アルヌルフは息子エーバーハルトのためにロンバルディアの鉄王冠を得るため、イタリア王ウーゴと戦ったが、敗北に終わった。936年に東フランク王ハインリヒ1世が死去した後、アルヌルフはアーヘン大聖堂におけるオットー1世のローマ王戴冠式に出席している。
アルヌルフはレーゲンスブルクにて937年7月14日に亡くなり、公位は息子エーバーハルトが継承したが、938年に皇帝オットー1世により公位を没収された。アルヌルフはザンクト・エメラム修道院に葬られた。1842年、アルヌルフの銘板がヴァルハラ神殿に加えられた。

## 子女
フリウーリ辺境伯エーバーハルトの孫でイタリア王ベレンガーリオ1世の甥にあたるズューリヒガウ伯エーバーハルト（889年以降没）と、ギーゼラ・フォン・ヴェローナの間の娘ユーディト（Judith von Sülichgau, 888年頃生）と結婚し、以下の子女をもうけた。
- エーバーハルト（912年頃 - 938年以降） - バイエルン公（在位：937年 - 938年）
- アルヌルフ2世（912年頃 - 954年） - バイエルン宮中伯（在位：938年 - 954年）
- ヘルマン（? - 954年）
- ハインリヒ
- ルートヴィヒ（930年頃 - 974年以降）
- ユーディト（825年 - 985年以降） - 後のバイエルン公ハインリヒ1世（皇帝オットー1世弟）と結婚
- アーデルハイト

他に、ハインリヒ・フォン・シュヴァインフルトの父ベルトルト（980年没）もアルヌルフの子とする説もある。